# I liga argentyńska w piłce nożnej (2007/2008)
Mistrzem Argentyny turnieju Apertura w sezonie 2007/08 został CA Lanús, natomiast wicemistrzem Argentyny turnieju Apertura został CA Tigre.
Mistrzostwo Argentyny turnieju Clausura w sezonie 2007/08 zdobył River Plate, natomiast wicemistrzostwo Argentyny turnieju Clausura zdobył Boca Juniors.
Do turnieju Copa Libertadores 2009 zakwalifikowali się obaj mistrzowie Argentyny, natomiast o tym, które zespoły zagrają w Copa Sudamericana 2008 zadecydowała sumaryczna tabela łącząca wyniki turniejów Apertura i Clausura.
Do Copa Libertadores w roku 2009 zakwalifikowały się dwa kluby:
- CA Lanús
- River Plate

Do Copa Sudamericana w roku 2008 zakwalifikowało się siedem klubów:
- River Plate
- Boca Juniors
- Estudiantes La Plata
- San Lorenzo de Almagro
- Independiente
- Argentinos Juniors
- Arsenal Sarandí Buenos Aires

Tabela spadkowa zadecydowała o tym, które kluby spadną do drugiej ligi (Primera B Nacional Argentina), a które będą miały szanse obronić swój byt pierwszoligowy w barażach. Bezpośrednio spadły kluby, które w tabeli spadkowej zajęły dwa ostatnie miejsca – Olimpo Bahía Blanca i San Martín San Juan. Na ich miejsce awansowały dwie najlepsze drużyny z drugiej ligi – San Martín Tucumán i Godoy Cruz Antonio Tomba. Mecze barażowe musiały stoczyć Racing Club de Avellaneda i Gimnasia y Esgrima Jujuy. Oba zespoły wygrały baraże i utrzymały się w pierwszej lidze.

## Torneo Apertura 2007/08

### Apertura 1
| Data             | Mecz |
| ---------------- | --- |
| 3 sierpnia 2007  | CA Colón – CA Vélez Sarsfield 0:1 Damián Escudero 51 |
| 3 sierpnia 2007  | CA Banfield – Estudiantes La Plata 0:3 Ezequiel Carlos Maggiolo 74, Javier Sanguinetti 82s, Juan Sebastián Verón 90+4k                                  |
| 4 sierpnia 2007  | Gimnasia y Esgrima La Plata – CA Tigre 0:1 Matías Galmarini 63                                                                                          |
| 4 sierpnia 2007  | Independiente – CA Lanús 5:3 Germán Denis 16, 34, Ismael Sosa 45, Daniel Montenegro 81, 87 – Lautaro Acosta 15, Sebastián Salomón 38, Adrián Peralta 60 |
| 4 sierpnia 2007  | Argentinos Juniors – San Martín San Juan 0:1 Luis Tonelotto 25                                                                                          |
| 5 sierpnia 2007  | CA Huracán – Arsenal Sarandí Buenos Aires 1:1 Walter Gómez 6 – Sebastián Carrera 1                                                                      |
| 5 sierpnia 2007  | Olimpo Bahía Blanca – Racing Club de Avellaneda 0:2 Facundo Sava 83, Cristian Pellerano 40                                                              |
| 5 sierpnia 2007  | Newell’s Old Boys – San Lorenzo de Almagro 1:0 Leonel Vangioni 89                                                                                       |
| 5 sierpnia 2007  | Boca Juniors – Rosario Central 0:0 |
| 23 sierpnia 2007 | Gimnasia y Esgrima Jujuy – River Plate 2:2 César Carranza 45, Fabio Pieters 60 – Mauro Rosales 42, Rolando Zárate 72                                    |

### Apertura 2
| Data             | Mecz |
| ---------------- | --- |
| 10 sierpnia 2007 | Arsenal Sarandí Buenos Aires – CA Colón 2:0 José Luis Calderón 21, Leonardo Ulloa 82                                          |
| 10 sierpnia 2007 | San Martín San Juan – San Lorenzo de Almagro 1:2 Luis Tonelotto 70 – Alejandro Gómez 72s, Gastón Fernández 79                 |
| 11 sierpnia 2007 | Racing Club de Avellaneda – CA Banfield 0:1 Luciano Civelli 84                                                                |
| 11 sierpnia 2007 | CA Vélez Sarsfield – Olimpo Bahía Blanca 3:0 Damián Escudero 7, Víctor Zapata 45, Sergio Sena 84                              |
| 11 sierpnia 2007 | Rosario Central – Gimnasia y Esgrima La Plata 2:2 Damián Díaz 15, José Luis Vizcarra 66 – Santiago Silva 42, Pablo Batalla 89 |
| 12 sierpnia 2007 | Estudiantes La Plata – Gimnasia y Esgrima Jujuy 1:0 Rodrigo Braña 80                                                          |
| 12 sierpnia 2007 | CA Lanús – CA Huracán 1:1 Diego Valeri 39 – Franco Mendoza 42                                                                 |
| 12 sierpnia 2007 | CA Tigre – Independiente 0:3 Ismael Sosa 5, Germán Denis 31, 64 mecz rozegrany został na stadionie klubu CA Vélez Sarsfield   |
| 12 sierpnia 2007 | Argentinos Juniors – Boca Juniors 3:2 Alejandro Delorte 14, Roberto Battión 48, 72 – Pablo Ledesma 13, 54k                    |
| 5 września 2007  | River Plate – Newell’s Old Boys 3:1 Ariel Ortega 20k, Radamel Falcao 51, Matías Abelairas 74 – Alejandro da Silva 68          |

### Apertura 3
| Data             | Mecz |
| ---------------- | --- |
| 17 sierpnia 2007 | Gimnasia y Esgrima La Plata – Argentinos Juniors 0:2 Alejandro Delorte 23, Roberto Battión 88                          |
| 17 sierpnia 2007 | Independiente – Rosario Central 1:0 Germán Denis 78 mecz rozegrany został na stadionie klubu Racing Club de Avellaneda |
| 18 sierpnia 2007 | CA Huracán – CA Tigre 0:0                                                                                              |
| 18 sierpnia 2007 | CA Colón – CA Lanús 2:1 Darío Gandín 56, Emanuel Centurión 75 – José Sand 19k                                          |
| 18 sierpnia 2007 | Olimpo Bahía Blanca – Arsenal Sarandí Buenos Aires 1:0 Jorge Torales 47                                                |
| 18 sierpnia 2007 | CA Banfield – CA Vélez Sarsfield 1:0 José Devaca 31                                                                    |
| 19 sierpnia 2007 | Gimnasia y Esgrima Jujuy – Racing Club de Avellaneda 2:1 César Carranza 57, Héctor Desvaux 65 – Facundo Sava 44        |
| 19 sierpnia 2007 | Newell’s Old Boys – Estudiantes La Plata 2:1 Matías Donnet 27, Damián Steinert 80 – Maxi Badell 48                     |
| 19 sierpnia 2007 | San Lorenzo de Almagro – River Plate 1:1 Andrés Silvera 22 – Ariel Ortega 57k                                          |
| 19 sierpnia 2007 | Boca Juniors – San Martín San Juan 1:0 Pablo Ledesma 21                                                                |

### Apertura 4
| Data             | Mecz |
| ---------------- | --- |
| 24 sierpnia 2007 | CA Tigre – CA Colón 0:2 Darío Gandín 23, Esteban Nicolás González 36                                                                                           |
| 24 sierpnia 2007 | Racing Club de Avellaneda – Newell’s Old Boys 2:0 Facundo Sava 66k, Claudio López 89                                                                           |
| 25 sierpnia 2007 | Arsenal Sarandí Buenos Aires – CA Banfield 0:4 Diego Herner 17, Cristian Luchetti 28, Darío Cvitanich 53, 75                                                   |
| 25 sierpnia 2007 | Rosario Central – CA Huracán 0:1 Franco Mendoza 43 |
| 25 sierpnia 2007 | CA Lanús – Olimpo Bahía Blanca 2:1 José Sand 13k, Jorge Martínez 88s – Sebastián González 43                                                                   |
| 25 sierpnia 2007 | Argentinos Juniors – Independiente 0:1 Germán Denis 77 |
| 25 sierpnia 2007 | Estudiantes La Plata – San Lorenzo de Almagro 1:1 Iván Moreno y Fabianesi 90+3 – Gastón Aguirre 41                                                             |
| 26 sierpnia 2007 | CA Vélez Sarsfield – Gimnasia y Esgrima Jujuy 4:2 Mariano Uglessich 25, Sergio Sena 47, 88, Gustavo Balvorín 81 – Mariano Uglessich 36s, Héctor Ariel Silva 76 |
| 26 sierpnia 2007 | San Martín San Juan – River Plate 1:0 Sebastián Brusco 76 |
| 26 sierpnia 2007 | Boca Juniors – Gimnasia y Esgrima La Plata 2:1 Rodrigo Palacio 3, Pablo Ledesma 90k – Federico Domínguez 6                                                     |

### Apertura 5
| Data             | Mecz |
| ---------------- | --- |
| 28 sierpnia 2007 | CA Banfield – CA Lanús 1:2 Cristian Lucchetti 24k – José Sand 35, 45 |
| 28 sierpnia 2007 | CA Colón – Rosario Central 2:0 Darío Gandín 12, Sebastián Romero 21 |
| 28 sierpnia 2007 | Olimpo Bahía Blanca – CA Tigre 0:1 Leandro Lázzaro 81 |
| 28 sierpnia 2007 | San Lorenzo de Almagro – Racing Club de Avellaneda 4:3 Andrés Silvera 36, 47, Bernardo Romeo 86, 90+1 – Aureliano Torres 1s, Erwin Ávalos 21, Cristian Pellerano 28                                   |
| 29 sierpnia 2007 | Gimnasia y Esgrima La Plata – San Martín San Juan 2:0 Luciano Leguizamón 2, Roberto Salvatierra 48 |
| 29 sierpnia 2007 | Independiente – Boca Juniors 2:3 Germán Denis 1, Carlos Matheu 72 – Guillermo Rodríguez 16s, Martín Palermo 46, Leandro Gracián 68 mecz rozegrany został na stadionie klubu Racing Club de Avellaneda |
| 29 sierpnia 2007 | CA Huracán – Argentinos Juniors 3:2 Franco Mendoza 11, Federico Nieto 46, Alan Sánchez 88 – Gabriel Hauche 1, Martín Cabrera 70                                                                       |
| 29 sierpnia 2007 | Gimnasia y Esgrima Jujuy – Arsenal Sarandí Buenos Aires 1:0 Osvaldo Miranda 29 |
| 29 sierpnia 2007 | Newell’s Old Boys – CA Vélez Sarsfield 2:0 Alejandro da Silva 9, Martín Seri 45 |
| 29 sierpnia 2007 | River Plate – Estudiantes La Plata 4:2 Fernando Belluschi 7, Marco Rubén 22, Alexis Sánchez 81, Radamel Falcao 90+2 – Leandro Benítez 2, Juan Salgueiro 80                                            |

### Apertura 6
| Data             | Mecz                                                                                             |
| ---------------- | ------------------------------------------------------------------------------------------------ |
| 31 sierpnia 2007 | CA Tigre – CA Banfield 1:0 Leandro Lázzaro 16                                                    |
| 31 sierpnia 2007 | Rosario Central – Olimpo Bahía Blanca 1:1 Martín Arzuaga 12 – Josemir Lujambio 63                |
| 1 września 2007  | CA Lanús – Gimnasia y Esgrima Jujuy 2:0 Marcos Aguirre 24, Diego Valeri 66                       |
| 1 września 2007  | Argentinos Juniors – CA Colón 2:1 Néstor Ortigoza 12k, Diego Chitzoff 35s – Martín Cardetti 90+3 |
| 1 września 2007  | Arsenal Sarandí Buenos Aires – Newell’s Old Boys 1:0 Leonardo Ulloa 24                           |
| 1 września 2007  | Gimnasia y Esgrima La Plata – Independiente 1:0 Roberto Salvatierra 49                           |
| 2 września 2007  | Racing Club de Avellaneda – River Plate 1:1 Facundo Sava 35k – Federico Lussenhoff 76            |
| 2 września 2007  | CA Vélez Sarsfield – San Lorenzo de Almagro 2:0 Víctor Zapata 69, Santiago Silva 90+3            |
| 2 września 2007  | San Martín San Juan – Estudiantes La Plata 1:0 Luis Tonelotto 58                                 |
| 2 września 2007  | Boca Juniors – CA Huracán 1:0 Pablo Ledesma 76k                                                  |

### Apertura 7
| Data            | Mecz |
| --------------- | --- |
| 7 września 2007 | Olimpo Bahía Blanca – Argentinos Juniors 1:1 Gustavo Pinto 46 – Néstor Ortigoza 59k                                                                                      |
| 7 września 2007 | CA Banfield – Rosario Central 3:2 Jairo Patiño 85, Nicolás Pavlovich 90+3, Cristian Lucchetti 90+9 – Martín Arzuaga 17, Tomás Costa 52k                                  |
| 7 września 2007 | Gimnasia y Esgrima Jujuy – CA Tigre 0:2 Néstor Ayala 45, Leandro Lázzaro 67                                                                                              |
| 8 września 2007 | Independiente – San Martín San Juan 2:2 Ismael Sosa 45, Daniel Montenegro 72 – Nicolás Herrera 20, 44 mecz rozegrany został na stadionie klubu Racing Club de Avellaneda |
| 8 września 2007 | CA Huracán – Gimnasia y Esgrima La Plata 0:1 Matías Escobar 10 |
| 8 września 2007 | Newell’s Old Boys – CA Lanús 0:0 |
| 9 września 2007 | Estudiantes La Plata – Racing Club de Avellaneda 2:1 Sebastián Domínguez 50, Leandro Desábato 57 – Claudio López 66                                                      |
| 9 września 2007 | CA Colón – Boca Juniors 1:0 Freddy Grisales 90+3 |
| 9 września 2007 | San Lorenzo de Almagro – Arsenal Sarandí Buenos Aires 2:4 Aureliano Torres 14, Andrés Silvera 42 – José Luis Calderón 40k, 85, Martín Andrizzi 73, Diego Villar 83       |
| 9 września 2007 | River Plate – CA Vélez Sarsfield 5:0 Andrés Lorenzo Ríos 23, Fernando Belluschi 45, 61, 82, Augusto Fernández 70                                                         |

### Apertura 8
| Data                 | Mecz |
| -------------------- | --- |
| 11 września 2007     | CA Tigre – Newell’s Old Boys 2:2 Leandro Lázzaro 3, 82 – Santiago Salcedo 20, Rolando Schiavi 48                                                                  |
| 11 września 2007     | Rosario Central – Gimnasia y Esgrima Jujuy 1:1 Gonzalo Belloso 50 – Héctor Ariel Silva 73                                                                         |
| 11 września 2007     | Argentinos Juniors – CA Banfield 2:0 Alvaro Pereira 79, Martín Cabrera 84                                                                                         |
| 11 września 2007     | Independiente – CA Huracán 3:0 Ismael Sosa 28, Germán Denis 30, 71 mecz rozegrany został na stadionie klubu Racing Club de Avellaneda                             |
| 12 września 2007     | Gimnasia y Esgrima La Plata – CA Colón 0:0 mecz przerwany w 23 minucie z powodu ulewnego deszczu                                                                  |
| 12 września 2007     | CA Vélez Sarsfield – Estudiantes La Plata 1:0 Gustavo Balvorín 6                                                                                                  |
| 12 września 2007     | Arsenal Sarandí Buenos Aires – River Plate 2:1 Aníbal Matellán 54, Javier Gandolfi 90 – Marco Rubén 23                                                            |
| 12 września 2007     | San Martín San Juan – Racing Club de Avellaneda 0:2 Claudio López 83, Santiago Malano 89                                                                          |
| 12 września 2007     | CA Lanús – San Lorenzo de Almagro 4:3 José Sand 34k, Diego Valeri 38, Lautaro Acosta 43, Agustín Pelletieri 67 – Bernardo Romeo 46, 84, Hernán Adrián González 75 |
| 12 września 2007     | Boca Juniors – Olimpo Bahía Blanca 2:0 Rodrigo Palacio 8, Martín Palermo 41k                                                                                      |
| 12 października 2007 | Gimnasia y Esgrima La Plata – CA Colón 2:0 Matías Escobar 69, Ignacio Piatti 88 dokończenie brakujących 67 minut meczu, który przerwano 12 września               |

### Apertura 9
| Data             | Mecz |
| ---------------- | --- |
| 15 września 2007 | Gimnasia y Esgrima Jujuy – Argentinos Juniors 1:1 Héctor Ariel Silva 90+3 – Álvaro Pereira 55              |
| 15 września 2007 | CA Colón – Independiente 1:3 Guillermo Rodríguez 45s – Carlos Matheu 21, Germán Denis 35, 60               |
| 15 września 2007 | Olimpo Bahía Blanca – Gimnasia y Esgrima La Plata 0:0                                                      |
| 15 września 2007 | Estudiantes La Plata – Arsenal Sarandí Buenos Aires 1:1 Leandro Benítez 78 – Leonardo Ulloa 90+2           |
| 15 września 2007 | CA Huracán – San Martín San Juan 2:1 Luciano Varaldo 40, Cristian Sánchez Prette 64 – Sebastián Brusco 69k |
| 15 września 2007 | Racing Club de Avellaneda – CA Vélez Sarsfield 1:0 Erwin Ávalos 90+2                                       |
| 16 września 2007 | CA Banfield – Boca Juniors 0:6 Martín Palermo 6, 22, 28k, 48, Leandro Gracián 38, Pablo Ledesma 81k        |
| 16 września 2007 | Newell’s Old Boys – Rosario Central 0:1 Martín Arzuaga 73k                                                 |
| 16 września 2007 | San Lorenzo de Almagro – CA Tigre 2:1 Santiago Hirsig 20, Andrés Silvera 55 – Leandro Lázzaro 64k          |
| 16 września 2007 | River Plate – CA Lanús 3:1 Fernando Belluschi 44, 77, Alexis Sánchez 46 – José Sand 67                     |

### Apertura 10
| Data             | Mecz |
| ---------------- | --- |
| 21 września 2007 | CA Huracán – CA Colón 2:2 Franco Mendoza 51, Federico Nieto 72 – Sebastián Romero 5, Darío Gandín 78k                                                  |
| 21 września 2007 | Rosario Central – San Lorenzo de Almagro 1:3 José Vizcarra 85 – Andrés Silvera 23, Sebastián Méndez 77, Santiago Hirsig 90                             |
| 22 września 2007 | Gimnasia y Esgrima La Plata – CA Banfield 0:1 Darío Cvitanich 28                                                                                       |
| 22 września 2007 | San Martín San Juan – CA Vélez Sarsfield 3:2 Sebastián Brusco 70k, Luis Tonelotto 90+3, Nicolás Herrera 90+5 – Santiago Silva 65, Gustavo Balvorín 70k |
| 22 września 2007 | Argentinos Juniors – Newell’s Old Boys 4:0 Gabriel Hauche 27, Alvaro Pereira 43, 50, 64                                                                |
| 22 września 2007 | Independiente – Olimpo Bahía Blanca 3:0 Daniel Montenegro 14, Germán Denis 18, 65 mecz rozegrany został na stadionie klubu Racing Club de Avellaneda   |
| 23 września 2007 | Arsenal Sarandí Buenos Aires – Racing Club de Avellaneda 0:1 Facundo Sava 59                                                                           |
| 23 września 2007 | CA Lanús – Estudiantes La Plata 1:0 Roberto Jiménez 90+2                                                                                               |
| 23 września 2007 | CA Tigre – River Plate 4:1 Román Martínez 10, Matías Giménez 60, Néstor Ayala 62, 84 – Marco Rubén 66                                                  |
| 23 września 2007 | Boca Juniors – Gimnasia y Esgrima Jujuy 2:2 Mauro Boselli 67, Gabriel Paletta 84 – Osvaldo Miranda 10, Marcelo Berza 90                                |

### Apertura 11
| Data             | Mecz |
| ---------------- | --- |
| 28 września 2007 | Olimpo Bahía Blanca – CA Huracán 3:1 Josemir Lujambio 27, Mariano Martínez 59, Mauro Olivi 77k – Franco Mendoza 84                                                |
| 28 września 2007 | Estudiantes La Plata – CA Tigre 2:2 Agustín Alayes 82, Ezequiel Carlos Maggiolo 90 – Néstor Ayala 21, Juan Carlos Blengio 26                                      |
| 29 września 2007 | CA Colón – San Martín San Juan 1:1 Darío Gandín 43k – Sebastián Brusco 68                                                                                         |
| 29 września 2007 | Gimnasia y Esgrima Jujuy – Gimnasia y Esgrima La Plata 4:0 Marcelo Berza 19, Osvaldo Miranda 46, César Carranza 68, Marcelo Quinteros 74                          |
| 29 września 2007 | CA Vélez Sarsfield – Arsenal Sarandí Buenos Aires 0:0 |
| 29 września 2007 | CA Banfield – Independiente 2:0 Jerónimo Barrales 45, Cristian Lucchetti 77                                                                                       |
| 30 września 2007 | Racing Club de Avellaneda – CA Lanús 1:1 Martín Romagnoli 12 – José Sand 70                                                                                       |
| 30 września 2007 | Newell’s Old Boys – Boca Juniors 1:0 Santiago Salcedo 12 |
| 30 września 2007 | San Lorenzo de Almagro – Argentinos Juniors 2:1 Andrés Silvera 4, Osmar Ferreyra 75k – Néstor Ortigoza 12k                                                        |
| 30 września 2007 | River Plate – Rosario Central 3:3 Andrés Lorenzo Ríos 61, Diego Buonanotte 74, Radamel Falcao 90+8 – Martín Eduardo García 40, Damián Díaz 48, Ronald Raldes 90+3 |

### Apertura 12
| Data                 | Mecz |
| -------------------- | --- |
| 2 października 2007  | Independiente – Gimnasia y Esgrima Jujuy 3:0 Germán Denis 53, 90, Carlos Matheu 84 mecz rozegrany został na stadionie klubu Racing Club de Avellaneda |
| 2 października 2007  | CA Huracán – CA Banfield 1:0 Walter Coyette 66 |
| 2 października 2007  | CA Colón – Olimpo Bahía Blanca 3:0 Darío Gandín 3, Fernando Merlo 41, Luis Quinteros 68                                                               |
| 3 października 2007  | San Martín San Juan – Arsenal Sarandí Buenos Aires 1:1 Gabriel Roth 88 – Andrés San Martín 13                                                         |
| 3 października 2007  | CA Lanús – CA Vélez Sarsfield 2:1 José Sand 3, 15k – Facundo Coria 50                                                                                 |
| 3 października 2007  | CA Tigre – Racing Club de Avellaneda 3:2 Néstor Ayala 60, Leandro Lázzaro 61, Guillermo Suárez 89 – Facundo Sava 34, Franco Sosa 72                   |
| 3 października 2007  | Rosario Central – Estudiantes La Plata 2:2 José Vizcarra 73, 77 – Iván Moreno y Fabianesi 14k, Pablo Lugüercio 45                                     |
| 3 października 2007  | Argentinos Juniors – River Plate 4:1 Gabriel Hauche 3, Alejandro Delorte 9, Franco Niell 42, Roberto Battión 45 – Marco Rubén 48                      |
| 3 października 2007  | Boca Juniors – San Lorenzo de Almagro 2:0 Martín Palermo 36, Sebastián Méndez 57s                                                                     |
| 26 października 2007 | Gimnasia y Esgrima La Plata – Newell’s Old Boys 2:0 Lucas Landa 10, Germán Herrera 90                                                                 |

### Apertura 13
| Data                | Mecz |
| ------------------- | --- |
| 5 października 2007 | Gimnasia y Esgrima Jujuy – CA Huracán 2:0 Pablo Goltz 9s, Osvaldo Miranda 29                                  |
| 5 października 2007 | CA Banfield – CA Colón 3:1 Jerónimo Barrales 14, 59, 70 – Germán Rivarola 79                                  |
| 6 października 2007 | Olimpo Bahía Blanca – San Martín San Juan 2:1 Josemir Lujambio 84, Mauro Olivi 87 – Luis Tonelotto 19         |
| 6 października 2007 | Racing Club de Avellaneda – Rosario Central 2:2 Facundo Sava 38, 77 – Emiliano Papa 50, José Luis Vizcarra 58 |
| 6 października 2007 | CA Vélez Sarsfield – CA Tigre 1:1 Víctor Zapata 45 – Sebastián Ereros 19                                      |
| 6 października 2007 | San Lorenzo de Almagro – Gimnasia y Esgrima La Plata 1:1 Jorge Ortiz 30 – Ignacio Piatti 85                   |
| 7 października 2007 | Estudiantes La Plata – Argentinos Juniors 3:0 Juan Sebastián Verón 12, 90, Ezequiel Carlos Maggiolo 72        |
| 7 października 2007 | Arsenal Sarandí Buenos Aires – CA Lanús 0:1 José Sand 8                                                       |
| 7 października 2007 | Newell’s Old Boys – Independiente 2:1 Damián Steinert 9, Santiago Salcedo 41 – Daniel Montenegro 13           |
| 7 października 2007 | River Plate – Boca Juniors 2:0 Radamel Falcao 24, Ariel Ortega 33k                                            |

### Apertura 14
| Data                 | Mecz |
| -------------------- | --- |
| 19 października 2007 | CA Lanús – San Martín San Juan 2:0 Diego Valeri 16, Sebastián Blanco 77 |
| 19 października 2007 | CA Tigre – Arsenal Sarandí Buenos Aires 2:0 Martín Morel 54, Sebastián Rusculleda 71                                                                                            |
| 20 października 2007 | CA Colón – Gimnasia y Esgrima Jujuy 0:1 Gabriel Loechbor 85 |
| 20 października 2007 | Olimpo Bahía Blanca – CA Banfield 1:1 Sebastián González 19 – Cristian Lucchetti 40k                                                                                            |
| 20 października 2007 | Rosario Central – CA Vélez Sarsfield 0:2 Pablo Lima 36, Lionel Ríos 90+4 |
| 20 października 2007 | Argentinos Juniors – Racing Club de Avellaneda 1:0 Gabriel Peñalba 60 |
| 21 października 2007 | Gimnasia y Esgrima La Plata – River Plate 0:2 Diego Buonanotte 26, Radamel Falcao 81                                                                                            |
| 21 października 2007 | Independiente – San Lorenzo de Almagro 1:2 Germán Denis 36 – Hernán Adrián González 27k, Jorge Ortiz 66 mecz rozegrany został na stadionie klubu Racing Club de Avellaneda      |
| 21 października 2007 | CA Huracán – Newell’s Old Boys 3:1 Franco Mendoza 40, Rolando Schiavi 50s, Andrés Franzoia 71 – Rolando Schiavi 37k mecz rozegrany został na stadionie klubu CA Vélez Sarsfield |
| 21 października 2007 | Boca Juniors – Estudiantes La Plata 1:1 Martín Palermo 71 – Pablo Piatti 2 |

### Apertura 15
| Data             | Mecz |
| ---------------- | --- |
| 2 listopada 2007 | Arsenal Sarandí Buenos Aires – Rosario Central 1:0 José Luis Calderón 85                                          |
| 2 listopada 2007 | San Martín San Juan – CA Banfield 0:1 Darío Cvitanich 59                                                          |
| 3 listopada 2007 | Racing Club de Avellaneda – Boca Juniors 0:3 Neri Cardozo 46, Rodrigo Palacio 60, Martín Palermo 90+4             |
| 3 listopada 2007 | Gimnasia y Esgrima Jujuy – Olimpo Bahía Blanca 0:3 Leandro González 18, Carlos Araujo 56, Sebastián González 90+4 |
| 3 listopada 2007 | Newell’s Old Boys – CA Colón 1:1 Adrián Lucero 89 – Ariel Garcé 49                                                |
| 4 listopada 2007 | Estudiantes La Plata – Gimnasia y Esgrima La Plata 1:0 Juan Manuel Salgueiro 38                                   |
| 4 listopada 2007 | CA Lanús – CA Tigre 2:1 José Sand 16, Matías Fritzler 60 – Leandro Lázzaro 33                                     |
| 4 listopada 2007 | San Lorenzo de Almagro – CA Huracán 1:1 Jonathan Bottinelli 3 – Paolo Goltz 34                                    |
| 4 listopada 2007 | River Plate – Independiente 1:1 Fernando Belluschi 45 – Carlos Matheu 18                                          |
| 5 listopada 2007 | CA Vélez Sarsfield – Argentinos Juniors 3:0 Damián Escudero 22, Leonel Ríos 56, Santiago Silva 65                 |

### Apertura 16
| Data              | Mecz |
| ----------------- | --- |
| 9 listopada 2007  | Gimnasia y Esgrima La Plata – Racing Club de Avellaneda 1:3 Antonio Pierguidi 23 – Sebastián Cejas 34s, Claudio López 43, 83                                    |
| 9 listopada 2007  | Rosario Central – CA Lanús 1:4 José Vizcarra 48; Sebastián Blanco 42, Walter Ribonetto 58, José Sand 77, Diego Valeri 79                                        |
| 10 listopada 2007 | CA Huracán – River Plate 2:1 Cristian Sánchez Prette 59, 66 – Sixto Peralta 21 mecz rozegrany został na stadionie klubu Argentinos Juniors                      |
| 10 listopada 2007 | CA Colón – San Lorenzo de Almagro 0:0 |
| 10 listopada 2007 | Olimpo Bahía Blanca – Newell’s Old Boys 1:0 Angel Morales 90+2                                                                                                  |
| 10 listopada 2007 | CA Banfield – Gimnasia y Esgrima Jujuy 1:1 Darío Cvitanich 72 – Héctor Desvaux 50                                                                               |
| 11 listopada 2007 | Independiente – Estudiantes La Plata 1:2 Germán Denis 24 – Pablo Piatti 45, Julio Barroso 58 mecz rozegrany został na stadionie klubu Racing Club de Avellaneda |
| 11 listopada 2007 | CA Tigre – San Martín San Juan 3:0 Román Martínez 10, Néstor Ayala 15, 49                                                                                       |
| 11 listopada 2007 | Argentinos Juniors – Arsenal Sarandí Buenos Aires 4:0 Alvaro Pereira 43, Alejandro Delorte 45, Gabriel Hauche 59, Gabriel Peñalba 75                            |
| 11 listopada 2007 | Boca Juniors – CA Vélez Sarsfield 4:0 Martín Palermo 14, 42, Rodrigo Palacio 73, Alvaro González 74                                                             |

### Apertura 17
| Data              | Mecz |
| ----------------- | --- |
| 23 listopada 2007 | CA Tigre – Rosario Central 2:1 Martín Morel 10, Leandro Lázzaro 90+3 – José Vizcarra 58                                                                 |
| 23 listopada 2007 | San Lorenzo de Almagro – Olimpo Bahía Blanca 1:0 Andrés Silvera 86                                                                                      |
| 24 listopada 2007 | Racing Club de Avellaneda – Independiente 0:0 |
| 24 listopada 2007 | CA Vélez Sarsfield – Gimnasia y Esgrima La Plata 3:1 Pablo Lima 25, Alejandro Cabral 50, Gustavo Balvorín 90+1 – Federico Domínguez 66                  |
| 24 listopada 2007 | San Martín San Juan – Gimnasia y Esgrima Jujuy 3:2 Luis Tonelotto 15, Pablo Frontini 35, Sebastián Brusco 65 – Héctor Desvaux 42, Héctor Ariel Silva 55 |
| 24 listopada 2007 | Newell’s Old Boys – CA Banfield 1:0 Alejandro da Silva 80                                                                                               |
| 24 listopada 2007 | River Plate – CA Colón 0:2 Rubén Ramírez 44, Freddy Grisales 52                                                                                         |
| 25 listopada 2007 | Estudiantes La Plata – CA Huracán 1:1 Pablo Piatti 13 – Christian Cellay 67                                                                             |
| 25 listopada 2007 | Arsenal Sarandí Buenos Aires – Boca Juniors 2:1 Andrés San Martín 21, Alejandro Gómez 44 – Carlos Bueno 75                                              |
| 25 listopada 2007 | CA Lanús – Argentinos Juniors 0:0 |

### Apertura 18
| Data              | Mecz |
| ----------------- | --- |
| 30 listopada 2007 | CA Colón – Estudiantes La Plata 0:2 Juan Fernández 3s, Pablo Piatti 44                                                                                                   |
| 30 listopada 2007 | Rosario Central – San Martín San Juan 3:2 José Vizcarra 11, 83, Leonardo Borzani 80 – Luis Tonelotto 19, 85                                                              |
| 1 grudnia 2007    | CA Huracán – Racing Club de Avellaneda 3:0 Christian Cellay 3, Federico Nieto 87, Cristian Sánchez Prette 89 mecz rozegrany został na stadionie klubu Argentinos Juniors |
| 1 grudnia 2007    | Olimpo Bahía Blanca – River Plate 4:0 Gustavo Pinto 10, Javier Páez 66, Josemir Lujambio 73, Leandro González 74                                                         |
| 1 grudnia 2007    | CA Banfield – San Lorenzo de Almagro 1:0 Jairo Patiño 42 |
| 1 grudnia 2007    | Gimnasia y Esgrima Jujuy – Newell’s Old Boys 0:1 Rolando Schiavi 63 |
| 2 grudnia 2007    | Independiente – CA Vélez Sarsfield 1:1 José Moreno Mora 81 – Gustavo Balvorín 67 mecz rozegrany został na stadionie klubu Racing Club de Avellaneda                      |
| 2 grudnia 2007    | Argentinos Juniors – CA Tigre 1:0 Pablo Barzola 56 |
| 2 grudnia 2007    | Boca Juniors – CA Lanús 1:1 Martín Palermo 67 – José Sand 38 |
| 23 kwietnia 2008  | Gimnasia y Esgrima La Plata – Arsenal Sarandí Buenos Aires 1:1 |

### Apertura 19
| Data              | Mecz |
| ----------------- | --- |
| 28 listopada 2007 | CA Lanús – Gimnasia y Esgrima La Plata 4:0 José Sand 35, 50, Diego Valeri 55, Nelson Benítez 86                                                       |
| 28 listopada 2007 | CA Tigre – Boca Juniors 2:1 Leandro Lázzaro 71, Martín Morel 76 – Martín Palermo 8                                                                    |
| 7 grudnia 2007    | Estudiantes La Plata – Olimpo Bahía Blanca 2:0 Juan Sebastián Verón 58, Ezequiel Carlos Maggiolo 79                                                   |
| 7 grudnia 2007    | Rosario Central – Argentinos Juniors 1:1 Leonardo Borzani 48 – Alvaro Pereira 32                                                                      |
| 8 grudnia 2007    | Racing Club de Avellaneda – CA Colón 1:0 Diego Menghi 2                                                                                               |
| 8 grudnia 2007    | San Martín San Juan – Newell’s Old Boys 0:1 Alejandro da Silva 83                                                                                     |
| 8 grudnia 2007    | River Plate – CA Banfield 0:2 Darío Cvitanich 4, Cristian Lucchetti 64 mecz rozegrany został na stadionie klubu CA Vélez Sarsfield                    |
| 9 grudnia 2007    | San Lorenzo de Almagro – Gimnasia y Esgrima Jujuy 4:1 Bernardo Romeo 21, Andrés Silvera 52, Osmar Ferreyra 75, Santiago Hirsig 77 – César Carranza 19 |
| 9 grudnia 2007    | CA Vélez Sarsfield – CA Huracán 1:2 Hernán Pellerano 74 – Alejandro Franzoia 62, 79                                                                   |
| 9 grudnia 2007    | Arsenal Sarandí Buenos Aires – Independiente 3:2 José Luis Calderón 47, 56, Martín Andrizzi 50 – Matías Oyola 34, Germán Denis 52                     |

### Tabela końcowa Apertura 2007/08
| Poz | Klub                         | Mecze | Zw | Rem | Por | Pkt | BrZd | BrStr |
| --- | ---------------------------- | ----- | -- | --- | --- | --- | ---- | ----- |
| 1   | CA Lanús                     | 19    | 11 | 5   | 3   | 38  | 34   | 21    |
| 2   | CA Tigre                     | 19    | 10 | 4   | 5   | 34  | 28   | 20    |
| 3   | CA Banfield                  | 19    | 10 | 2   | 7   | 32  | 22   | 21    |
| 4   | Boca Juniors                 | 19    | 9  | 4   | 6   | 31  | 32   | 18    |
| 5   | Argentinos Juniors           | 19    | 9  | 4   | 6   | 31  | 29   | 20    |
| 6   | Estudiantes La Plata         | 19    | 8  | 6   | 5   | 30  | 27   | 19    |
| 7   | CA Huracán                   | 19    | 8  | 6   | 5   | 30  | 24   | 22    |
| 8   | San Lorenzo de Almagro       | 19    | 8  | 5   | 6   | 29  | 29   | 27    |
| 9   | Independiente                | 19    | 8  | 4   | 7   | 28  | 33   | 23    |
| 10  | CA Vélez Sarsfield           | 19    | 8  | 3   | 8   | 27  | 25   | 25    |
| 11  | Newell’s Old Boys            | 19    | 8  | 3   | 8   | 27  | 16   | 22    |
| 12  | Arsenal Sarandí Buenos Aires | 19    | 7  | 5   | 7   | 26  | 19   | 24    |
| 13  | Racing Club de Avellaneda    | 19    | 7  | 4   | 8   | 25  | 23   | 24    |
| 14  | River Plate                  | 19    | 6  | 5   | 8   | 23  | 31   | 33    |
| 15  | CA Colón                     | 19    | 6  | 4   | 9   | 22  | 19   | 22    |
| 16  | Olimpo Bahía Blanca          | 19    | 6  | 4   | 9   | 22  | 18   | 24    |
| 17  | Gimnasia y Esgrima Jujuy     | 19    | 5  | 5   | 9   | 20  | 22   | 31    |
| 18  | Gimnasia y Esgrima La Plata  | 19    | 5  | 4   | 10  | 19  | 15   | 27    |
| 19  | San Martín San Juan          | 19    | 5  | 3   | 11  | 18  | 18   | 29    |
| 20  | Rosario Central              | 19    | 2  | 8   | 9   | 14  | 21   | 33    |

### Klasyfikacja strzelców bramek turnieju Apertura 2007/08
| Gole | Piłkarz            | Klub                   |
| ---- | ------------------ | ---------------------- |
| 18   | Germán Denis       | Independiente          |
| 15   | José Sand          | CA Lanús               |
| 13   | Martín Palermo     | Boca Juniors           |
| 10   | Leandro Lázzaro    | CA Tigre               |
| 9    | Andrés Silvera     | San Lorenzo de Almagro |
| 9    | José Luis Vizcarra | Rosario Central        |

### Tablica spadkowa na koniec turnieju Apertura 2007/08
Tabela ma jedynie charakter orientacyjny. Dopiero stan tej tabeli na koniec turnieju Clausura zadecyduje, które z zespołów spadną do drugiej ligi, a które zagrają o utrzymanie się w lidze w barażach. Można z tej tabeli odczytać, które z drużyn przed turniejem Clausura były szczególnie zagrożone spadkiem.
| Poz | Klub                         | 2005/06 pkt/m | 2006/07 pkt/m | 2007/08 pkt/m | Razem pkt/mecze | Średnia |
| --- | ---------------------------- | ------------- | ------------- | ------------- | --------------- | ------- |
| 1   | Boca Juniors                 | 83/38         | 83/38         | 31/19         | 197/95          | 2.0737  |
| 2   | CA Tigre                     | 0/0           | 0/0           | 34/19         | 34/19           | 1.7895  |
| 3   | Estudiantes La Plata         | 52/38         | 81/38         | 30/19         | 163/95          | 1.7158  |
| 4   | San Lorenzo de Almagro       | 56/38         | 73/38         | 29/19         | 158/95          | 1.6632  |
| 5   | River Plate                  | 62/38         | 71/38         | 23/19         | 156/95          | 1.6421  |
| 6   | CA Lanús                     | 58/38         | 59/38         | 38/19         | 155/95          | 1.6316  |
| 7   | CA Huracán                   | 0/0           | 0/0           | 30/19         | 30/19           | 1.5789  |
| 8   | CA Vélez Sarsfield           | 58/38         | 56/38         | 27/19         | 141/95          | 1.4842  |
| 9   | Independiente                | 55/38         | 57/38         | 28/19         | 140/95          | 1.4737  |
| 10  | Arsenal Sarandí Buenos Aires | 44/38         | 62/38         | 26/19         | 132/95          | 1.3895  |
| 11  | CA Banfield                  | 59/38         | 39/38         | 32/19         | 130/95          | 1.3684  |
| 12  | Argentinos Juniors           | 50/0          | 46/38         | 31/19         | 127/95          | 1.3368  |
| 13  | Gimnasia y Esgrima La Plata  | 69/38         | 40/38         | 19/19         | 128/95          | 1.3474  |
| 14  | Racing Club de Avellaneda    | 44/38         | 49/38         | 25/19         | 118/95          | 1.2421  |
| 15  | CA Colón                     | 46/38         | 46/38         | 22/19         | 114/95          | 1.2000  |
| 16  | Gimnasia y Esgrima Jujuy     | 51/38         | 43/38         | 20/19         | 114/95          | 1.2000  |
| 17  | Newell’s Old Boys            | 51/38         | 35/38         | 27/19         | 113/95          | 1.1895  |
| 18  | Rosario Central              | 45/38         | 52/38         | 14/19         | 111/95          | 1.1684  |
| 19  | Olimpo Bahía Blanca          | 0/0           | 0/0           | 22/19         | 22/19           | 1.1579  |
| 20  | San Martín San Juan          | 0/0           | 0/0           | 18/19         | 18/19           | 0.9474  |

## Torneo Clausura 2007/08

### Clausura 1
| Data           | Mecz |
| -------------- | --- |
| 8 lutego 2008  | Estudiantes La Plata – CA Banfield 2:1 Ezequiel Carlos Maggiolo 1, Pablo Piatti 8 – Darío Cvitanich 58                                                         |
| 8 lutego 2008  | San Lorenzo de Almagro – Newell’s Old Boys 0:2 Nicolás Spolli 52, Santiago Salcedo 73                                                                          |
| 9 lutego 2008  | CA Vélez Sarsfield – CA Colón 4:3 Gustavo Balvorín 17, 54, Santiago Silva 22, Mariano Uglessich 28 – Pablo Aguilar 34, Darío Gandín 83, Alejandro Capurro 90+4 |
| 9 lutego 2008  | CA Tigre – Gimnasia y Esgrima La Plata 2:1 Martín Morel 83, Guillermo Suárez 87 – Ignacio Piatti 3                                                             |
| 9 lutego 2008  | San Martín San Juan – Argentinos Juniors 2:0 Martín Bravo 48, Mario Pacheco 62                                                                                 |
| 9 lutego 2008  | Racing Club de Avellaneda – Olimpo Bahía Blanca 1:1 Facundo Sava 84 – Javier Páez 34                                                                           |
| 10 lutego 2008 | CA Lanús – Independiente 1:0 Leandro Gioda 50s |
| 10 lutego 2008 | Arsenal Sarandí Buenos Aires – CA Huracán 2:0 Luciano Leguizamón 7, José Luis Calderón 15                                                                      |
| 10 lutego 2008 | Rosario Central – Boca Juniors 1:1 Kily González 84 – Rodrigo Palacio 72                                                                                       |
| 10 lutego 2008 | River Plate – Gimnasia y Esgrima Jujuy 2:0 Matías Abelairas 48, Paulo Ferrari 56                                                                               |

### Clausura 2
| Data           | Mecz |
| -------------- | --- |
| 15 lutego 2008 | CA Banfield – Racing Club de Avellaneda 3:1 Darío Cvitanich 40, Cristian Lucchetti 67, Nicolás Pavlovich 90 – Facundo Sava 12                                                     |
| 15 lutego 2008 | CA Colón – Arsenal Sarandí Buenos Aires 3:0 Martín Cardetti 60, César González 77, 90+1                                                                                           |
| 16 lutego 2008 | Gimnasia y Esgrima La Plata – Rosario Central 2:0 Renato Civelli 2, Juan Cuevas 73                                                                                                |
| 16 lutego 2008 | Gimnasia y Esgrima Jujuy – Estudiantes La Plata 0:2 Enzo Nicolás Pérez 11, Pablo Lugüercio 50                                                                                     |
| 16 lutego 2008 | San Lorenzo de Almagro – San Martín San Juan 0:1 Sebastián Brusco 90 |
| 16 lutego 2008 | Olimpo Bahía Blanca – CA Vélez Sarsfield 0:2 Gustavo Balvorín 40, Santiago Silva 59                                                                                               |
| 16 lutego 2008 | Independiente – CA Tigre 4:1 Santiago Morero 22s, Daniel Montenegro 37, 87, Gastón Machín 49 – Néstor Ayala 70 mecz rozegrany został na stadionie klubu Racing Club de Avellaneda |
| 17 lutego 2008 | CA Huracán – CA Lanús 1:0 Alan Sánchez 84 mecz rozegrany został na stadionie klubu Argentinos Juniors                                                                             |
| 17 lutego 2008 | Boca Juniors – Argentinos Juniors 4:0 Martín Palermo 21, Rodrigo Palacio 49, Jesús Dátolo 83, Leandro Gracián 90+3                                                                |
| 17 lutego 2008 | Newell’s Old Boys – River Plate 0:0 |

### Clausura 3
| Data           | Mecz |
| -------------- | --- |
| 22 lutego 2008 | CA Lanús – CA Colón 5:1 Diego Valeri 15, 26, José Sand 19, Agustín Pelletieri 51, Santiago Biglieri 82 – Martín Cardetti 70                                                         |
| 22 lutego 2008 | Estudiantes La Plata – Newell’s Old Boys 5:2 Iván Moreno y Fabianesi 2, Ezequiel Carlos Maggiolo 37, Juan Salgueiro 53, Pablo Piatti 74, 81 – Santiago Salcedo 20, Matías Donnet 76 |
| 23 lutego 2008 | Racing Club de Avellaneda – Gimnasia y Esgrima Jujuy 0:0 |
| 23 lutego 2008 | Argentinos Juniors – Gimnasia y Esgrima La Plata 2:0 Milovan Mirosevic 60, Alvaro Pereira 85                                                                                        |
| 23 lutego 2008 | Rosario Central – Independiente 2:0 Martín Arzuaga 10, 48 |
| 23 lutego 2008 | CA Tigre – CA Huracán 1:2 Diego Castaño 70 – Andrés Franzoia 53, 86 |
| 23 lutego 2008 | CA Vélez Sarsfield – CA Banfield 3:0 Sergio Sena 44, Santiago Silva 49, Gustavo Balvorín 76                                                                                         |
| 24 lutego 2008 | Arsenal Sarandí Buenos Aires – Olimpo Bahía Blanca 1:0 Leonardo Biagini 56 |
| 24 lutego 2008 | River Plate – San Lorenzo de Almagro 2:0 Radamel Falcao 27, Matías Abelairas 53 |
| 24 lutego 2008 | San Martín San Juan – Boca Juniors 0:2 Martín Palermo 4, 80 |

### Clausura 4
| Data           | Mecz |
| -------------- | --- |
| 29 lutego 2008 | CA Banfield – Arsenal Sarandí Buenos Aires 1:3 Maximiliano Laso 16 – Aníbal Matellán 22, Leonardo Biagini 36, Sebastián Carrera 61                                                             |
| 29 lutego 2008 | CA Huracán – Rosario Central 1:1 Hugo Barrientos 8 – José Vizcarra 1 mecz rozegrany został na stadionie klubu Argentinos Juniors                                                               |
| 1 marca 2008   | CA Colón – CA Tigre 1:2 Darío Gandín 54 – Román Martínez 39, Damián Leyes 80 |
| 1 marca 2008   | Olimpo Bahía Blanca – CA Lanús 3:2 Leonardo Ulloa 49, 73, Gustavo Pinto 64 – Daniel González 27, 54                                                                                            |
| 1 marca 2008   | Independiente – Argentinos Juniors 2:0 Germán Denis 35, Daniel Montenegro 80 mecz rozegrany został na stadionie klubu Racing Club de Avellaneda                                                |
| 1 marca 2008   | San Lorenzo de Almagro – Estudiantes La Plata 3:1 Hernán Adrián González 12, 63, Santiago Hirsig 68 – Mauricio Carrasco 59                                                                     |
| 1 marca 2008   | Gimnasia y Esgrima Jujuy – CA Vélez Sarsfield 0:0 |
| 2 marca 2008   | River Plate – San Martín San Juan 3:2 Sebastián Abreu 17, Diego Buonanotte 27, Cristian Nasuti 57 – Sebastián Brusco 26, Martín Bravo 62 mecz przerwany w 82 minucie z powodu ulewnego deszczu |
| 2 marca 2008   | Gimnasia y Esgrima La Plata – Boca Juniors 0:1 Martín Palermo 41 |
| 2 marca 2008   | Newell’s Old Boys – Racing Club de Avellaneda 1:0 Santiago Salcedo 64 |
| 19 marca 2008  | River Plate – San Martín San Juan 3:2 Sebastián Abreu 17, Diego Buonanotte 27, Cristian Nasuti 57 – Sebastián Brusco 26, Martín Bravo 62 dokończenie 8 minut meczu przerwanego 2 marca         |

### Clausura 5
| Data         | Mecz |
| ------------ | --- |
| 7 marca 2008 | Racing Club de Avellaneda – San Lorenzo de Almagro 0:1 Gonzalo Rubén Bergessio 72                                                                                               |
| 7 marca 2008 | Rosario Central – CA Colón 0:0 |
| 8 marca 2008 | CA Lanús – CA Banfield 0:5 Maximiliano Laso 21, Darío Cvitanich 37, 83, Luciano Civelli 46, Fabián Santana 79                                                                   |
| 8 marca 2008 | San Martín San Juan – Gimnasia y Esgrima La Plata 1:1 Martín Bravo 60 – Ignacio Piatti 77                                                                                       |
| 8 marca 2008 | Argentinos Juniors – CA Huracán 1:1 Gabriel Hauche 5 – Federico Nieto 6 |
| 8 marca 2008 | CA Tigre – Olimpo Bahía Blanca 2:0 Matías Giménez 35, Guillermo Suárez 89 |
| 8 marca 2008 | CA Vélez Sarsfield – Newell’s Old Boys 1:0 Leonel Ríos 15 |
| 9 marca 2008 | Boca Juniors – Independiente 1:1 Juan Román Riquelme 54 – Julio Cáceres 7s |
| 9 marca 2008 | Arsenal Sarandí Buenos Aires – Gimnasia y Esgrima Jujuy 3:3 Luciano Leguizamón 1, Alejandro Gómez 58, Mario Cuenca 90+3k – Diego Miranda 15, César Carranza 45k, Diego Mateo 80 |
| 9 marca 2008 | Estudiantes La Plata – River Plate 0:0 |

### Clausura 6
| Data             | Mecz |
| ---------------- | --- |
| 14 marca 2008    | Olimpo Bahía Blanca – Rosario Central 1:3 Josemir Lujambio 70 – Emiliano Zelaya 35, 63, Kily González 86                                                                                            |
| 14 marca 2008    | Estudiantes La Plata – San Martín San Juan 3:2 Iván Moreno y Fabianesi 34, Leandro Lázzaro 41, 43 – Félix Décima 20, Martín Bravo 58                                                                |
| 15 marca 2008    | CA Banfield – CA Tigre 3:3 Cristian Lucchetti 18, Darío Cvitanich 85, Luciano Civelli 90 – Santiago Morero 6, Matías Giménez 46, Román Martínez 80                                                  |
| 15 marca 2008    | CA Colón – Argentinos Juniors 0:1 Gabriel Hauche 15 |
| 15 marca 2008    | Independiente – Gimnasia y Esgrima La Plata 3:1 Daniel Montenegro 49, Matías di Gregorio 54, Germán Denis 57 – Matías Escobar 62 mecz rozegrany został na stadionie klubu Racing Club de Avellaneda |
| 16 marca 2008    | River Plate – Racing Club de Avellaneda 0:0 |
| 16 marca 2008    | Newell’s Old Boys – Arsenal Sarandí Buenos Aires 4:1 Alejandro da Silva 7, 46, Juan Ferreyra 44, 89 – José Luis Calderón 80                                                                         |
| 16 marca 2008    | CA Huracán – Boca Juniors 0:0 mecz rozegrany został na stadionie klubu Argentinos Juniors |
| 23 kwietnia 2008 | Gimnasia y Esgrima Jujuy – CA Lanús 2:0 César Carranza 56, Facundo Pérez Castro 83 |
| 23 kwietnia 2008 | San Lorenzo de Almagro – CA Vélez Sarsfield 1:0 Jonathan Bottinelli 14 |

### Clausura 7
| Data          | Mecz |
| ------------- | --- |
| 21 marca 2008 | Arsenal Sarandí Buenos Aires – San Lorenzo de Almagro 0:1 Gonzalo Rubén Bergessio 84 |
| 21 marca 2008 | CA Tigre – Gimnasia y Esgrima Jujuy 2:0 Román Martínez 39, Matías Giménez 85 |
| 22 marca 2008 | Rosario Central – CA Banfield 2:1 Emilio Zelaya 56, José Vizcarra 84 – Nicolás Pavlovich 33 |
| 22 marca 2008 | Argentinos Juniors – Olimpo Bahía Blanca 1:0 Juan Mercier 11 |
| 22 marca 2008 | Racing Club de Avellaneda – Estudiantes La Plata 0:2vo Claudio Fileppi 41 – Diego Alberto Galván 58, Leandro Lázzaro 61 mecz przerwany w 77 minucie przy stanie 1:2 z powodu zamieszek na trybunach - zweryfikowany na walkower 0:2 |
| 23 marca 2008 | CA Vélez Sarsfield – River Plate 0:2 Alexis Sánchez 8, Radamel Falcao 11 |
| 23 marca 2008 | Boca Juniors – CA Colón 2:1 Jesús Dátolo 6, Leandro Gracián 38 – César González 90+3 |
| 23 marca 2008 | San Martín San Juan – Independiente 2:0 Martín Bravo 1, Luis Tonelotto 35 |
| 23 marca 2008 | Gimnasia y Esgrima La Plata – CA Huracán 0:0 |
| 24 marca 2008 | CA Lanús – Newell’s Old Boys 1:1 Ignacio Fideleff 24 – Roberto Dovetta 53 |

### Clausura 8
| Data          | Mecz |
| ------------- | --- |
| 28 marca 2008 | Racing Club de Avellaneda – San Martín San Juan 1:2 José Chatruc 54 – Sebastián Brusco 33k, Martín Bravo 38 mecz rozegrany został na stadionie klubu CA Lanús  |
| 28 marca 2008 | CA Colón – Gimnasia y Esgrima La Plata 0:0 |
| 29 marca 2008 | Estudiantes La Plata – CA Vélez Sarsfield 1:0 Iván Moreno y Fabianesi 89                                                                                       |
| 29 marca 2008 | Gimnasia y Esgrima Jujuy – Rosario Central 1:1 Silvio Iuvalé 39 – Emilio Zelaya 68                                                                             |
| 29 marca 2008 | CA Banfield – Argentinos Juniors 3:2 Darío Cvitanich 11, Jairo Patiño 61, 85 – Gabriel Hauche 12, Andrés Scotti 90+2                                           |
| 29 marca 2008 | San Lorenzo de Almagro – CA Lanús 3:1 Andrés Silvera 2, Andrés D’Alessandro 46, 82 – Sebastián Blanco 65 mecz rozegrany został na stadionie klubu Boca Juniors |
| 30 marca 2008 | Olimpo Bahía Blanca – Boca Juniors 1:1 Josemir Lujambio 80 – Leandro Gracián 36                                                                                |
| 30 marca 2008 | CA Huracán – Independiente 0:0 mecz rozegrany został na stadionie klubu Argentinos Juniors                                                                     |
| 30 marca 2008 | Newell’s Old Boys – CA Tigre 1:1 Rolando Schiavi 22k – Sebastián Rusculleda 33                                                                                 |
| 30 marca 2008 | River Plate – Arsenal Sarandí Buenos Aires 1:0 Rodrigo Archubi 34 mecz rozegrany został na stadionie klubu CA Vélez Sarsfield                                  |

### Clausura 9
| Data            | Mecz |
| --------------- | --- |
| 4 kwietnia 2008 | CA Vélez Sarsfield – Racing Club de Avellaneda 1:1 Facundo Coria 74 – Erwin Ávalos 57                                                                                        |
| 4 kwietnia 2008 | San Martín San Juan – CA Huracán 2:0 Mario Pacheco 3, Martín Bravo 86 |
| 5 kwietnia 2008 | Arsenal Sarandí Buenos Aires – Estudiantes La Plata 0:0 |
| 5 kwietnia 2008 | Rosario Central – Newell’s Old Boys 0:1 Santiago Salcedo 42 |
| 5 kwietnia 2008 | Boca Juniors – CA Banfield 1:1 Martín Palermo 58 – Luciano Civelli 16 |
| 5 kwietnia 2008 | Independiente – CA Colón 1:3 Germán Denis 80 – Diego Chitzoff 24, Sebastián Romero 26, Darío Gandín 46 mecz rozegrany został na stadionie klubu Racing Club de Avellaneda    |
| 6 kwietnia 2008 | Gimnasia y Esgrima La Plata – Olimpo Bahía Blanca 4:2 Diego Alonso 35, 69, Federico Domínguez 90+2, Roberto Hernán Salvatierra 90+5 – Leonardo Ulloa 42, Diego Barrado 90+1k |
| 6 kwietnia 2008 | Argentinos Juniors – Gimnasia y Esgrima Jujuy 1:1 Gabriel Hauche 63 – Jorge Luna 73                                                                                          |
| 6 kwietnia 2008 | CA Tigre – San Lorenzo de Almagro 1:5 Matías Giménez 21 – Juan Carlos Menseguez 3, 10, 47, Aureliano Torres 40k, Daniel Bilos 61                                             |
| 6 kwietnia 2008 | CA Lanús – River Plate 0:1 Diego Buonanotte 68 |

### Clausura 10
| Data             | Mecz |
| ---------------- | --- |
| 11 kwietnia 2008 | Estudiantes La Plata – CA Lanús 1:0 Juan Sebastián Verón 86                                                                                 |
| 11 kwietnia 2008 | Newell’s Old Boys – Argentinos Juniors 2:0 Germán Re 44, Alejandro da Silva 49                                                              |
| 12 kwietnia 2008 | CA Colón – CA Huracán 1:0 Rubén Ramírez 90+2                                                                                                |
| 12 kwietnia 2008 | CA Banfield – Gimnasia y Esgrima La Plata 0:0                                                                                               |
| 12 kwietnia 2008 | Olimpo Bahía Blanca – Independiente 1:3 Josemir Lujambio 86 – Germán Denis 20, 37, Daniel Montenegro 32                                     |
| 12 kwietnia 2008 | San Lorenzo de Almagro – Rosario Central 3:1 Gonzalo Rubén Bergessio 8, Bernardo Romeo 24, Hernán Adrián González 58k – Leonardo Borzani 29 |
| 13 kwietnia 2008 | CA Vélez Sarsfield – San Martín San Juan 2:0 Santiago Silva 19, 51                                                                          |
| 13 kwietnia 2008 | Gimnasia y Esgrima Jujuy – Boca Juniors 1:2 Luis Miguel Escalada 84 – Jesús Dátolo 59, 82                                                   |
| 13 kwietnia 2008 | River Plate – CA Tigre 1:0 Radamel Falcao 50                                                                                                |
| 13 kwietnia 2008 | Racing Club de Avellaneda – Arsenal Sarandí Buenos Aires 1:0 Franco Sosa 62                                                                 |

### Clausura 11
| Data             | Mecz |
| ---------------- | --- |
| 18 kwietnia 2008 | Independiente – CA Banfield 3:0 Daniel Montenegro 4, Germán Denis 55k, Mariano Herrón 90k mecz rozegrany został na stadionie klubu Racing Club de Avellaneda |
| 18 kwietnia 2008 | CA Huracán – Olimpo Bahía Blanca 3:0 Andrés Franzoia 3, 43, Eduardo Domínguez 79 mecz rozegrany został na stadionie klubu Argentinos Juniors                 |
| 19 kwietnia 2008 | Gimnasia y Esgrima La Plata – Gimnasia y Esgrima Jujuy 2:1 Diego Alonso 26, Federico Domínguez 47 – Juan Arroyo 15                                           |
| 19 kwietnia 2008 | Boca Juniors – Newell’s Old Boys 2:1 Rodrigo Palacio 55, Martín Palermo 80 – Santiago Salcedo 74                                                             |
| 19 kwietnia 2008 | CA Lanús – Racing Club de Avellaneda 3:3 José Sand 45, 48, Nicolás Ramírez 89 – Maximiliano Moralez 13, 44, Emir Faccioli 39s                                |
| 20 kwietnia 2008 | Arsenal Sarandí Buenos Aires – CA Vélez Sarsfield 0:0 |
| 20 kwietnia 2008 | San Martín San Juan – CA Colón 1:2 Pablo Frontini 54 – Martín Cardetti 44, Rubén Ramírez 49                                                                  |
| 20 kwietnia 2008 | Rosario Central – River Plate 2:1 Emilio Zelaya 29, Martín Arzuaga 43 – Diego Buonanotte 19                                                                  |
| 20 kwietnia 2008 | Argentinos Juniors – San Lorenzo de Almagro 2:1 Pablo Barzola 70, Gabriel Pérez 90 – Aureliano Torres 45k                                                    |
| 20 kwietnia 2008 | CA Tigre – Estudiantes La Plata 1:1 Martín Galmarini 31 – José Basanta 53                                                                                    |

### Clausura 12
| Data             | Mecz |
| ---------------- | --- |
| 25 kwietnia 2008 | Estudiantes La Plata – Rosario Central 3:1 Juan Salgueiro 56, Juan Manuel Díaz 67, Pablo Piatti 71 – José Vizcarra 65k                                |
| 25 kwietnia 2008 | CA Banfield – CA Huracán 4:3 Jerónimo Barrales 18, 85, Iván Pavlovich 32, Javier Villarreal 79 – Andrés Franzoia 3, Federico Nieto 51, Paolo Goltz 90 |
| 26 kwietnia 2008 | Racing Club de Avellaneda – CA Tigre 0:0 |
| 26 kwietnia 2008 | Gimnasia y Esgrima Jujuy – Independiente 1:2 Juan José Arraya 62 – Hernán Fredes 12, Daniel Montenegro 56                                             |
| 26 kwietnia 2008 | Olimpo Bahía Blanca – CA Colón 2:1 Leandro González 10, Josemir Lujambio 38 – Rubén Ramírez 75                                                        |
| 26 kwietnia 2008 | CA Vélez Sarsfield – CA Lanús 3:2 Leonel Ríos 14, Santiago Silva 43, Pablo Lima 90 – Nicolás Ramírez 5, Germán Cano 13                                |
| 27 kwietnia 2008 | River Plate – Argentinos Juniors 4:2 Diego Buonanotte 32, 49, Sebastián Abreu 61, Radamel Falcao 90+4 – Alejandro Delorte 41, Pablo Barzola 57        |
| 27 kwietnia 2008 | San Lorenzo de Almagro – Boca Juniors 1:0 Juan Carlos Menseguez 2                                                                                     |
| 27 kwietnia 2008 | Newell’s Old Boys – Gimnasia y Esgrima La Plata 1:0 Carlos Kletnicki 6s                                                                               |
| 27 kwietnia 2008 | Arsenal Sarandí Buenos Aires – San Martín San Juan 2:1 Luciano Leguizamón 60k, 85 – Martín Bravo 24                                                   |

### Clausura 13
| Data        | Mecz |
| ----------- | --- |
| 2 maja 2008 | CA Huracán – Gimnasia y Esgrima Jujuy 1:0 Andrés Franzoia 8 mecz rozegrany został na stadionie klubu Argentinos Juniors                                                    |
| 2 maja 2008 | CA Lanús – Arsenal Sarandí Buenos Aires 2:6 Leonardo Sigali 52, Nicolás Ramírez 54 – Luciano Leguizamón 5, 44, Pablo Garnier 10, 25, Leonardo Biagini 63, Mario Cuenca 71k |
| 3 maja 2008 | Independiente – Newell’s Old Boys 3:0 Germán Denis 32, 37, Guillermo Rodríguez 45 mecz rozegrany został na stadionie klubu Racing Club de Avellaneda                       |
| 3 maja 2008 | CA Colón – CA Banfield 3:2 Leonardo Prediger 1, Rubén Ramírez 49, 72 – Sebastián Blazquez 23s, Darío Cvitanich 88                                                          |
| 3 maja 2008 | San Martín San Juan – Olimpo Bahía Blanca 0:1 Leandro González 45 |
| 3 maja 2008 | Argentinos Juniors – Estudiantes La Plata 2:1 Gabriel Hauche 25, Alejandro Delorte 50 – Mauricio Carrasco 73                                                               |
| 4 maja 2008 | Boca Juniors – River Plate 1:0 Sebastián Battaglia 14 |
| 4 maja 2008 | Rosario Central – Racing Club de Avellaneda 3:2 José Vizcarra 77, Damián Díaz 83, Kily González 90 – Ronald Raldes 43s, Facundo Sava 87                                    |
| 4 maja 2008 | CA Tigre – CA Vélez Sarsfield 0:2 Damián Escudero 65, Santiago Silva 80 |
| 4 maja 2008 | Gimnasia y Esgrima La Plata – San Lorenzo de Almagro 1:2 Federico Domínguez 30k – Andrés D’Alessandro 61, Bernardo Romeo 84                                                |

### Clausura 14
| Data         | Mecz |
| ------------ | --- |
| 9 maja 2008  | Arsenal Sarandí Buenos Aires – CA Tigre 1:0 Pablo Garnier 51                                                                                   |
| 9 maja 2008  | Gimnasia y Esgrima Jujuy – CA Colón 2:2 Luciano de Bruno 26, César Carranza 27 – Rubén Ramírez 13, 53                                          |
| 10 maja 2008 | CA Banfield – Olimpo Bahía Blanca 2:1 Luciano Civelli 4, Jerónimo Barrales 44 – Josemir Lujambio 32                                            |
| 10 maja 2008 | San Martín San Juan – CA Lanús 1:2 Martín Bravo 12 – Emir Faccioli 90+1, José Sand 90+4                                                        |
| 10 maja 2008 | CA Vélez Sarsfield – Rosario Central 2:1 Jonathan Cristaldo 61, Damián Escudero 83 – Mario Paglialunga 86                                      |
| 10 maja 2008 | Racing Club de Avellaneda – Argentinos Juniors 1:1 Franco Sosa 41 – Néstor Ortigoza 2                                                          |
| 11 maja 2008 | Estudiantes La Plata – Boca Juniors 1:0 Ezequiel Carlos Maggiolo 75                                                                            |
| 11 maja 2008 | River Plate – Gimnasia y Esgrima La Plata 4:2 Matías Abelairas 37, 53, Diego Buonanotte 50, Ariel Ortega 74 – Ignacio Piatti 26, Juan Neira 40 |
| 11 maja 2008 | San Lorenzo de Almagro – Independiente 0:1 Guillermo Rodríguez 46                                                                              |
| 11 maja 2008 | Newell’s Old Boys – CA Huracán 0:1 Federico Nieto 43                                                                                           |

### Clausura 15
| Data         | Mecz |
| ------------ | --- |
| 16 maja 2008 | CA Banfield – San Martín San Juan 5:1 Darío Cvitanich 8, 64, José Devaca 19, Jerónimo Barrales 49, Jairo Patiño 58 – Luis Tonelotto 89 |
| 16 maja 2008 | CA Colón – Newell’s Old Boys 1:1 Marcelo Goux 53 – Santiago Salcedo 54                                                                 |
| 17 maja 2008 | Argentinos Juniors – CA Vélez Sarsfield 2:0 Sergio Escudero 58, Alvaro Pereira 86                                                      |
| 17 maja 2008 | Boca Juniors – Racing Club de Avellaneda 2:1 Gabriel Paletta 73, Ricardo Noir 90+4 – Reinaldo Navia 14                                 |
| 17 maja 2008 | Gimnasia y Esgrima La Plata – Estudiantes La Plata 1:2 Federico Domínguez 65 – Ezequiel Carlos Maggiolo 22, 70                         |
| 17 maja 2008 | Rosario Central – Arsenal Sarandí Buenos Aires 3:0 Leonardo Borzani 12, Kily González 22k, José Vizcarra 83                            |
| 18 maja 2008 | Olimpo Bahía Blanca – Gimnasia y Esgrima Jujuy 2:0 Héctor Desvaux 88s, Mauro Olivi 90+6                                                |
| 18 maja 2008 | CA Tigre – CA Lanús 1:4 Sebastián Ereros 40 – José Sand 13, 45, Matías Fritzler 23, Sebastián Salomón 54                               |
| 18 maja 2008 | CA Huracán – San Lorenzo de Almagro 0:0 mecz rozegrany został na stadionie klubu Argentinos Juniors                                    |
| 18 maja 2008 | Independiente – River Plate 0:0 mecz rozegrany został na stadionie klubu Racing Club de Avellaneda                                     |

### Clausura 16
| Data         | Mecz |
| ------------ | --- |
| 23 maja 2008 | San Martín San Juan – CA Tigre 1:2 Carlos Recalde 11 – Lucas Pratto 43, Diego Castaño 90                 |
| 23 maja 2008 | Arsenal Sarandí Buenos Aires – Argentinos Juniors 0:1 Gabriel Peñalba 11                                 |
| 24 maja 2008 | Racing Club de Avellaneda – Gimnasia y Esgrima La Plata 1:1 Federico Domínguez 3og – Néstor Martirena 86 |
| 24 maja 2008 | River Plate – CA Huracán 1:0 Diego Buonanotte 81                                                         |
| 24 maja 2008 | Gimnasia y Esgrima Jujuy – CA Banfield 1:1 César Carranza 27 – Darío Cvitanich 45                        |
| 25 maja 2008 | Estudiantes La Plata – Independiente 1:1 Juan Sebastián Verón 51 – Germán Denis 86                       |
| 25 maja 2008 | San Lorenzo de Almagro – CA Colón 2:1 Aureliano Torres 39, 49k – Rubén Ramírez 8                         |
| 25 maja 2008 | CA Lanús – Rosario Central 0:0                                                                           |
| 25 maja 2008 | CA Vélez Sarsfield – Boca Juniors 1:1 Damián Escudero 55 – Lucas Viatri 85                               |
| 26 maja 2008 | Newell’s Old Boys – Olimpo Bahía Blanca 0:1 Mauro Olivi 59                                               |

### Clausura 17
| Data           | Mecz |
| -------------- | --- |
| 30 maja 2008   | Rosario Central – CA Tigre 4:2 Alexis Danelón 34, José Vizcarra 48, Tomás Costa 64, Martín Arzuaga 76 – Damián Leyes 37, Román Martínez 50    |
| 30 maja 2008   | Argentinos Juniors – CA Lanús 3:0 Alvaro Pereira 20, 76, Gabriel Hauche 23                                                                    |
| 31 maja 2008   | CA Banfield – Newell’s Old Boys 0:1 Santiago Salcedo 45                                                                                       |
| 31 maja 2008   | Gimnasia y Esgrima Jujuy – San Martín San Juan 3:1 César Carranza 7, 70, Héctor Desvaux 65 – Pablo Frontini 32                                |
| 31 maja 2008   | Independiente – Racing Club de Avellaneda 0:0 mecz rozegrany został na stadionie klubu CA Vélez Sarsfield                                     |
| 1 czerwca 2008 | Gimnasia y Esgrima La Plata – CA Vélez Sarsfield 2:1 Juan Cuevas 17, Néstor Martirena 90+2 – Waldo Ponce 4                                    |
| 1 czerwca 2008 | Olimpo Bahía Blanca – San Lorenzo de Almagro 3:2 Diego Barrado 48, 50, Federico Mancinelli 90+4 – Andrés Silvera 45, 67                       |
| 1 czerwca 2008 | Boca Juniors – Arsenal Sarandí Buenos Aires 3:1 Mauro Boselli 58, 74, 80 – Luciano Leguizamón 46                                              |
| 1 czerwca 2008 | CA Colón – River Plate 1:2 Darío Gandín 80 – Cristian Villagra 57, Alexis Sánchez 77                                                          |
| 1 czerwca 2008 | CA Huracán – Estudiantes La Plata 1:1 Federico Nieto 26 – Juan Sebastián Verón 5k mecz rozegrany został na stadionie klubu Argentinos Juniors |

### Clausura 18
| Data           | Mecz |
| -------------- | --- |
| 6 czerwca 2008 | Arsenal Sarandí Buenos Aires – Gimnasia y Esgrima La Plata 1:0 Luciano Leguizamón 46                                 |
| 6 czerwca 2008 | Newell’s Old Boys – Gimnasia y Esgrima Jujuy 2:2 Santiago Salcedo 57, 71 – Marcelo Quinteros 38, César Carranza 64   |
| 7 czerwca 2008 | Racing Club de Avellaneda – CA Huracán 1:0 Facundo Sava 35                                                           |
| 7 czerwca 2008 | San Martín San Juan – Rosario Central 0:0                                                                            |
| 7 czerwca 2008 | CA Tigre – Argentinos Juniors 1:0 Martín Galmarini 12                                                                |
| 7 czerwca 2008 | San Lorenzo de Almagro – CA Banfield 3:2 Gonzalo Rubén Bergessio 17, 24, 73 – Luciano Civelli 33, Darío Cvitanich 53 |
| 8 czerwca 2008 | Estudiantes La Plata – CA Colón 0:0                                                                                  |
| 8 czerwca 2008 | River Plate – Olimpo Bahía Blanca 2:1 Diego Buonanotte 17, 78 – Josemir Lujambio 65                                  |
| 8 czerwca 2008 | CA Vélez Sarsfield – Independiente 0:0                                                                               |
| 8 czerwca 2008 | CA Lanús – Boca Juniors 1:3 Sebastián Salomón 14 – Martín Palermo 45, 56k, Rodrigo Palacio 75                        |

### Clausura 19
| Data            | Mecz |
| --------------- | --- |
| 20 czerwca 2008 | Argentinos Juniors – Rosario Central 2:1 Alejandro Delorte 44, 82 – Damián Díaz 15                                                                             |
| 21 czerwca 2008 | CA Huracán – CA Vélez Sarsfield 1:2 Eduardo Domínguez 90+2 – Jonathan Cristaldo 2, Darío Ocampo 83 mecz rozegrany został na stadionie klubu Argentinos Juniors |
| 21 czerwca 2008 | Independiente – Arsenal Sarandí Buenos Aires 1:1 Carlos Matheu 82 – José Luis Calderón 33 mecz rozegrany został na stadionie klubu Racing Club de Avellaneda   |
| 21 czerwca 2008 | Newell’s Old Boys – San Martín San Juan 1:0 Nicolás Spolli 78                                                                                                  |
| 21 czerwca 2008 | Gimnasia y Esgrima La Plata – CA Lanús 1:2 Ignacio Piatti 79 – Sebastián Blanco 32, José Sand 49                                                               |
| 22 czerwca 2008 | Olimpo Bahía Blanca – Estudiantes La Plata 1:2 Javier Páez 51 – Pablo Lugüercio 2, Ezequiel Carlos Maggiolo 63                                                 |
| 22 czerwca 2008 | CA Colón – Racing Club de Avellaneda 1:0 Germán Rivarola 90+2                                                                                                  |
| 22 czerwca 2008 | Boca Juniors – CA Tigre 6:2 Rodrigo Palacio 6, 53, Martín Palermo 30, 60, Gabriel Paletta 40, Cristian Gabriel Chávez 83 – Román Martínez 28, 55               |
| 22 czerwca 2008 | Gimnasia y Esgrima Jujuy – San Lorenzo de Almagro 2:2 Luis Miguel Escalada 13, Jorge Luna 87 – Gonzalo Rubén Bergessio 9, Bernardo Romeo 57                    |
| 22 czerwca 2008 | CA Banfield – River Plate 2:3 Darío Cvitanich 42, 51k – Radamel Falcao 70, 86, Matías Abelairas 83                                                             |

### Tabela końcowa Clausura 2007/08
| Poz | Klub                         | Mecze | Zw | Rem | Por | Pkt | BrZd | BrStr |
| --- | ---------------------------- | ----- | -- | --- | --- | --- | ---- | ----- |
| 1   | River Plate                  | 19    | 13 | 4   | 2   | 43  | 29   | 13    |
| 2   | Boca Juniors                 | 19    | 11 | 6   | 2   | 39  | 33   | 15    |
| 3   | Estudiantes La Plata         | 19    | 11 | 6   | 2   | 39  | 29   | 16    |
| 4   | San Lorenzo de Almagro       | 19    | 11 | 2   | 6   | 35  | 30   | 21    |
| 5   | CA Vélez Sarsfield           | 19    | 9  | 5   | 5   | 32  | 24   | 17    |
| 6   | Independiente                | 19    | 8  | 7   | 4   | 31  | 25   | 15    |
| 7   | Argentinos Juniors           | 19    | 9  | 3   | 7   | 30  | 23   | 24    |
| 8   | Newell’s Old Boys            | 19    | 8  | 5   | 6   | 29  | 21   | 19    |
| 9   | Rosario Central              | 19    | 7  | 6   | 6   | 27  | 26   | 23    |
| 10  | Arsenal Sarandí Buenos Aires | 19    | 7  | 4   | 8   | 25  | 22   | 25    |
| 11  | CA Colón                     | 19    | 6  | 5   | 8   | 23  | 25   | 27    |
| 12  | CA Banfield                  | 19    | 6  | 4   | 9   | 22  | 36   | 36    |
| 13  | CA Huracán                   | 19    | 5  | 7   | 7   | 22  | 15   | 17    |
| 14  | CA Tigre                     | 19    | 6  | 4   | 9   | 22  | 24   | 37    |
| 15  | Olimpo Bahía Blanca          | 19    | 6  | 2   | 11  | 20  | 21   | 32    |
| 16  | CA Lanús                     | 19    | 5  | 3   | 11  | 18  | 26   | 39    |
| 17  | Gimnasia y Esgrima La Plata  | 19    | 4  | 5   | 10  | 17  | 19   | 26    |
| 18  | San Martín San Juan          | 19    | 5  | 2   | 12  | 17  | 20   | 30    |
| 19  | Gimnasia y Esgrima Jujuy     | 19    | 2  | 9   | 8   | 15  | 20   | 28    |
| 20  | Racing Club de Avellaneda    | 19    | 2  | 9   | 8   | 15  | 14   | 22    |

### Klasyfikacja strzelców bramek turnieju Clausura 2007/08
| Gole | Piłkarz          | Klub                |
| ---- | ---------------- | ------------------- |
| 13   | Darío Cvitanich  | CA Banfield         |
| 10   | Martín Palermo   | Boca Juniors        |
| 9    | Martín Bravo     | San Martín San Juan |
| 9    | Diego Buonanotte | River Plate         |
| 9    | Germán Denis     | Independiente       |
| 9    | Santiago Salcedo | Newell’s Old Boys   |

### Tablica spadkowa na koniec turnieju Clausura 2007/08
| Poz | Klub                         | 2005/06 pkt/m | 2006/07 pkt/m | 2007/08 pkt/m | Razem pkt/mecze | Średnia |
| --- | ---------------------------- | ------------- | ------------- | ------------- | --------------- | ------- |
| 1   | Boca Juniors                 | 83/38         | 83/38         | 70/38         | 236/114         | 2.070   |
| 2   | Estudiantes La Plata         | 52/38         | 81/38         | 69/38         | 202/114         | 1.772   |
| 3   | River Plate                  | 62/38         | 71/38         | 66/38         | 199/114         | 1.746   |
| 4   | San Lorenzo de Almagro       | 56/38         | 73/38         | 64/38         | 193/114         | 1.693   |
| 5   | CA Vélez Sarsfield           | 58/38         | 56/38         | 59/38         | 173/114         | 1.518   |
| 6   | CA Lanús                     | 58/38         | 59/38         | 56/38         | 173/114         | 1.518   |
| 7   | Independiente                | 55/38         | 57/38         | 59/38         | 171/114         | 1.500   |
| 8   | CA Tigre                     | 0/0           | 0/0           | 56/38         | 56/38           | 1.474   |
| 9   | Argentinos Juniors           | 50/38         | 46/38         | 61/38         | 157/114         | 1.377   |
| 10  | Arsenal Sarandí Buenos Aires | 44/38         | 62/38         | 51/38         | 157/114         | 1.377   |
| 11  | CA Huracán                   | 0/0           | 0/0           | 52/38         | 52/38           | 1.368   |
| 12  | CA Banfield                  | 59/38         | 39/38         | 54/38         | 152/114         | 1.333   |
| 13  | Gimnasia y Esgrima La Plata  | 69/38         | 40/38         | 36/38         | 145/114         | 1.272   |
| 14  | Newell’s Old Boys            | 51/38         | 35/38         | 56/38         | 142/114         | 1.246   |
| 15  | Rosario Central              | 45/38         | 52/38         | 41/38         | 138/114         | 1.211   |
| 16  | CA Colón                     | 46/38         | 46/38         | 45/38         | 137/114         | 1.202   |
| 17  | Racing Club de Avellaneda    | 44/38         | 49/38         | 40/38         | 133/114         | 1.167   |
| 18  | Gimnasia y Esgrima Jujuy     | 51/38         | 43/38         | 35/38         | 129/114         | 1.132   |
| 19  | Olimpo Bahía Blanca          | 0/0           | 0/0           | 42/38         | 42/38           | 1.105   |
| 20  | San Martín San Juan          | 0/0           | 0/0           | 35/38         | 35/38           | 0.921   |

Do drugiej ligi spadły Olimpo Bahía Blanca i San Martín San Juan, a na ich miejsce awansował mistrz drugiej ligi San Martín Tucumán i wicemistrz drugiej ligi Godoy Cruz Antonio Tomba.

## Sumaryczna tabela sezonu 2007/08
Tabela ma znaczenie nie tylko statystyczne. Na jej podstawie wyznaczone zostały kluby, które reprezentować będą Argentynę w turnieju Copa Sudamericana.
| Poz | Klub                         | Mecze | Zw | Rem | Por | Pkt | BrZd | BrStr |
| --- | ---------------------------- | ----- | -- | --- | --- | --- | ---- | ----- |
| 1   | Boca Juniors                 | 38    | 20 | 10  | 8   | 70  | 65   | 33    |
| 2   | Estudiantes La Plata         | 38    | 19 | 12  | 7   | 69  | 56   | 35    |
| 3   | River Plate                  | 38    | 19 | 9   | 10  | 66  | 60   | 46    |
| 4   | San Lorenzo de Almagro       | 38    | 19 | 7   | 12  | 64  | 59   | 48    |
| 5   | Argentinos Juniors           | 38    | 18 | 7   | 13  | 61  | 52   | 44    |
| 6   | Independiente                | 38    | 16 | 11  | 11  | 59  | 58   | 38    |
| 7   | CA Vélez Sarsfield           | 38    | 17 | 8   | 13  | 59  | 49   | 42    |
| 8   | CA Lanús                     | 38    | 16 | 8   | 14  | 56  | 60   | 60    |
| 9   | Newell’s Old Boys            | 38    | 16 | 8   | 14  | 56  | 37   | 41    |
| 10  | CA Tigre                     | 38    | 16 | 8   | 14  | 56  | 52   | 57    |
| 11  | CA Banfield                  | 38    | 16 | 6   | 16  | 54  | 58   | 57    |
| 12  | CA Huracán                   | 38    | 13 | 13  | 12  | 52  | 39   | 39    |
| 13  | Arsenal Sarandí Buenos Aires | 38    | 14 | 9   | 15  | 51  | 41   | 49    |
| 14  | CA Colón                     | 38    | 12 | 9   | 17  | 45  | 44   | 49    |
| 15  | Olimpo Bahía Blanca          | 38    | 12 | 6   | 20  | 42  | 39   | 56    |
| 16  | Rosario Central              | 38    | 9  | 14  | 15  | 41  | 47   | 56    |
| 17  | Racing Club de Avellaneda    | 38    | 9  | 13  | 16  | 40  | 37   | 46    |
| 18  | Gimnasia y Esgrima La Plata  | 38    | 9  | 9   | 20  | 36  | 34   | 53    |
| 19  | Gimnasia y Esgrima Jujuy     | 38    | 7  | 14  | 17  | 35  | 42   | 59    |
| 20  | San Martín San Juan          | 38    | 10 | 5   | 23  | 35  | 38   | 59    |

## Baraże o utrzymanie się w lidze

### Pierwsze mecze
| Data            | Mecz                                                                                      |
| --------------- | ----------------------------------------------------------------------------------------- |
| 25 czerwca 2008 | Belgrano Córdoba – Racing Club de Avellaneda 1:1 Matías Gigli 76 – Facundo Sava 14        |
| 25 czerwca 2008 | Unión Santa Fe – Gimnasia y Esgrima Jujuy 1:1 Juan José Serrizuela 44 – César Carranza 34 |

### Rewanże
| Data            | Mecz                                                                    |
| --------------- | ----------------------------------------------------------------------- |
| 29 czerwca 2008 | Racing Club de Avellaneda – Belgrano Córdoba 1:0 Maximiliano Moralez 10 |
| 29 czerwca 2008 | Gimnasia y Esgrima Jujuy – Unión Santa Fe 1:0 Juan José Arraya 69       |

Kluby Racing Club de Avellaneda i Gimnasia y Esgrima Jujuy obroniły się przed spadkiem.